# Мисао
Мисли и мишљење су психолошке функције која нам омогућују да путем мисаоних операција одређујемо својства појава и откривамо односе међу њима.
Мишљење (или ток мишљења) је ментални процес који се одликује расуђивањем и закључивањем, односно схватањем узрочно-последичних веза између различитих појмова. Мисао (односно садржај мишљења) се редовно очитава у неком суду или тврдњи.
У филозофији се обично претпоставља да су људи окарактерисани рационалношћу, а најочигледније испољавање рационалности је способност мишљења. Због сложености и условљености емоционалним и другим факторима разликујемо: конкретно и апстрактно, логично и нелогично, магијско и архаично мишљење. Није свако мишљење језичко, нпр. мишљење шахисте, композитора и сликара.

## Етимологија и употреба
Реч „мисао” може да значи:
- један производ размишљања или једна идеја („Моја прва мисао је била ‘не.’”)
- производ менталне активности („Математика је велико тело мисли.”)
- чин или систем размишљања („Био сам изнурен од превише размишљања.”)
- способност размишљања, разлога, замишљања и тако даље („Све њене мисли биле су заокупиране њеним радом.”)
- разматрање или размишљање о идеји („Помисао на смрт ме је застрашивала.”)
- сећање или контемплација („Размишљао сам о мом детињству.”)
- полуформирана или несавршена намера („Помислио сам да идем.”)
- антиципација или очекивање („Није помислила да га поново види.”)
- разматрање, пажња, брига или поштовање. („Није размишљао о свом изгледу” и „урадио сам то без размишљања”.)
- пресуда, мишљење или уверење („По његовом мишљењу, искреност је најбоља политика.”)
- идеје које су карактеристичне за одређено место, класу или време („Грчка мисао”)
- стање свести о нечему („Због тога сам помислио на моју баку.”)
- тежи да верује у нешто, посебно са непуном поверењем („Мислим да ће падати киша, али нисам сигуран.”)

Дефиниције могу и не морају да захтевају да мисао:
- одвија се у људском мозгу (погледајте антропоморфизам),
- одвија се као део живог биолошког система (погледајте Алан Тјуринг и Рачунарске машине и интелигенција),
- одвија се само на свесном нивоу свести (погледајте Несвесна теорија мисли),
- захтева језик,
- је углавном или чак само концептуална, апстрактна („формална”),
- укључују друге концепте као што су прављење аналогија, тумачење, процењивање, замишљање, планирање и памћење.

Дефиниције мисли такође могу бити изведене директно или индиректно из теорије мисли.
У енглеском језику реч thought потиче од староенглеске речи þoht, или geþoht, са кореном þencan „размотрити у мислима, размислити”.

## Мисаоне операције
Мисаоне операције су:
- анализа
- синтеза
- апстракција
- конкретизација

## Теорије
- „Преглед теорије мисаоних процеса и размишљања машина” (Кајаниело)[7] – мисаони процеси и менталне појаве моделоване скуповима математичких једначина
- Површине и есенције: Аналогија као гориво и ватра размишљања (Хофстадтер и Сандер)[8] – теорија изграђена на аналогијама
- Неурална теорија језика и мисли (Фелдман и Лакоф)[9] – неурално моделовање језика и просторних односа
- Мисаони форуми – структура, моћ и ограничења мисли (Баум)[10] – теорија изграђена на менталним моделима
- Несвесна теорија мисли[11][12] – мислио која није свест
- Лингвистичке теорије – Ствари мисли (Стивен Пинкер, Ноам Чомски)[13] – Лингвистичка и когнитивна теорија да је мисао базирана на синтактичким и језичким рекурзивним процесима

## Мишљење у филозофији
Мисао, која укључује и опажајне податке, не произлази само из стварности, него и на њу делује. Мишљење је след мисли управљених на проницање стварности, а самим тим и на њено мењање.
Шелинг је тврдио да је мисао »независна моћ која за себе даље делује«, и да је »створена од душе«. Фендер, логичар феноменолошке оријентације, своју основну концепцију заснива на разликовању мисли (предмет логике) и мишљења (предмет психологије).
Јован Кронштатски сматра да људска мисао неограничено тече захваљујући томе што постоји неограничени мислећи дух.
| „                   | Ми можемо да мислимо зато што постоји безгранична мисао као што и дишемо зато што постоји безгранично пространство ваздушно. | ” |
| — Јован Кронштатски | |   |

Феноменолошки покрет у филозофији је утврдио радикалну промену начина на који разумемо мисли. Мартин Хајдегерове феноменолошке анализе егзистенционе структуре човека у књизи Постојање и време бацају ново светло на питање размишљања, узнемирујући традиционалне когнитивне и рационалне интерпретације човека које утичу на начин на који ми разумемо мисао. Појам фундаменталне улоге некогнитивног разумевања у омогућавању тематске свести био је предмет дискусије у области вештачке интелигенције (АИ) током 1970-их и 1980-их.
Феноменологија, међутим, није једини приступ размишљању у модерној западној филозофији. Филозофија ума је грана филозофије која изучава природу ума, менталних догађаја, менталних функција, менталних својстава, свести и њиховог односа са физичким телом, а посебно мозгом. Проблем ума и тела, тј. однос ума према телу, се обично сматра централним питањем филозофије ума, мада постоје и друга питања у вези са природом ума која не обухватају његов однос према физичком телу.

### Дихотомија ума и тела
Проблем ума и мозга се тиче објашњавања односа који постоји између умних, или менталних процеса, и телесних стања или процеса. Главни циљ филозофа који раде у овој области јесте да се утврди природа ума и менталних стања/процеса, и како - или чак ако - на умове утиче и може утицати на тело.
Људска перцептуална искуства су зависна од стимулуса који доспевају путем разних сензорних органа особе из спољашњег света, и они узрокују промене у менталном стању особе, и ултиматно изазивају осећај, који може бити пријатан или непријатан. Жеља особе за парчетом пице, на пример, има тенденцију да узрокује да та особа помакне своје тело на одређени начин и у одређеном смеру како би добила оно што жели. Питање је онда, како је могуће да свесна искуства проистичу из гомиле сиве материје обдарене ничим другим осим електрохемијских својстава. Сродан проблем је да се објасни како нечији пропозициони ставови (нпр. веровања или жеље) могу да узрокују активацију индивидуалних неурона и контракције мишића на прецизно коректан начин. Ово обухвата неке од загонетки са којима се суочавају епистемолози и филозофи ума још од времена Рене Декарта.

### Функционализам вс. утеловљење
Горенаведено одражава класични, функционални опис како људи функционишу као когнитивни, размишљајући системи. Међутим за наизглед неразрешив проблем ума и тела се каже да је превазиђен, и заобиђен, путем приступа утелотворене спознаје, који има корене у радовима Хајдегера, Пијажа, Виготског, Мерло-Понтија и прагматисте Џон Дјуија.
Овај приступ наводи да је класични аранжман одвајања ума и анализе његових процеса погрешан: уместо тога, потребно је посматрати ум, акције отелотвореног агента, и окружење које он перципира и предвиђа, јер су то међусобно зависни делови целине. Стога, функционална анализа самог ума увек производи проблем ума и тела који је нерешив.

## Биологија
Неурон (исто тако познат као нервна ћелија) је извршна ћелија у нервном систему која обрађује и трансмитује информације путем електрохемијске сигнализације. Неурони су сржне компоненте мозга, кичмењачке кичмене мождине, бескичмењачке вентралне нервне нити и периферних нерва. Постоје бројни специјализовани типови неурона: сензорни неурони одговарају на додир, звук, светло и бројне друге стимулусе који утичу на ћелије сензорних органа које затим шаљу сигнале до кичмене мождине и мозга. Моторни неурони примају сигнале од мозга и кичмене мождине који узрокују мишићне контракције и утичу на жлезде. Интернеурони повезују неуроне са другим неуронима унутар мозга и кичмене мождине. Неурони одговарају на стимулусе, и комуницирају присуство стимулуса до централно нервног система, који обрађује те информације и шаље одговоре до других делова тела за акцију. Неурони не пролазе кроз митозу и обично се не могу заменити након што су уништени, мада је уочено да астроцити могу да се преобразе у неуроне, пошто су они понекад плурипотентни.

## Мишљење у психологији
Психологија проучава ментални процес мишљења, као и поремећаје до којих долази у том процесу. Постоје поремећаји мишљења који су карактеристични за поједине особе али и за врсту психолошких поремећаја коју имају.

### Присилна мисао
У психологији, присилна мисао односи се на велику групу присилних феномена као што су присилне радње, импулси, нагони или представе. Садржај присилних мисли је у тесној вези са врстом фобија при чему се као пропратна појава јавља страх, узнемиреност, сумњичавост исл.

## Социологија
Социјална психологија је студија начина на који људи и групе интерагују. Научници у овој интердисциплинарној области обично су психолози или социолози, иако сви социјални психолози користе индивидуе и групе као њихове аналитичке јединице.
Упркос њихове сличности, психолошки и социолошки истраживачи имају тенденцију да се разликују у погледу њихових циљева, приступа, метода и терминологије. Они такође фаворизују различите научне часописе и стручна удружења. Најзначајнији период сарадње између социолога и психолога био је током година непосредно након Другог светског рата. Мада је настала све већа изолација и специјализација задњих година, извесни степен преклапања и утицаја преостаје између две дисциплине.
Колективна несвесност, понекад позната као колективна подсвест, је термин аналитичке психологије, који је сковао Карл Јунг. То је део несвесног ума, заједничког за друштво, људе, или целокупно човечанство, у међусобно повезаном систему који је производ свих заједничких искустава и садржи појмове као што су наука, религија, и моралност. Док Фројд није правио разлику између „индивидуалне психологије” и „колективне психологије”, Јунг је разликовао колективно несвесно од личне подсвести, особене сваком људском бићу. Колективно несвесно познато је и као „резервоар искустава наше врсте”.